# Kristela Bytyçi

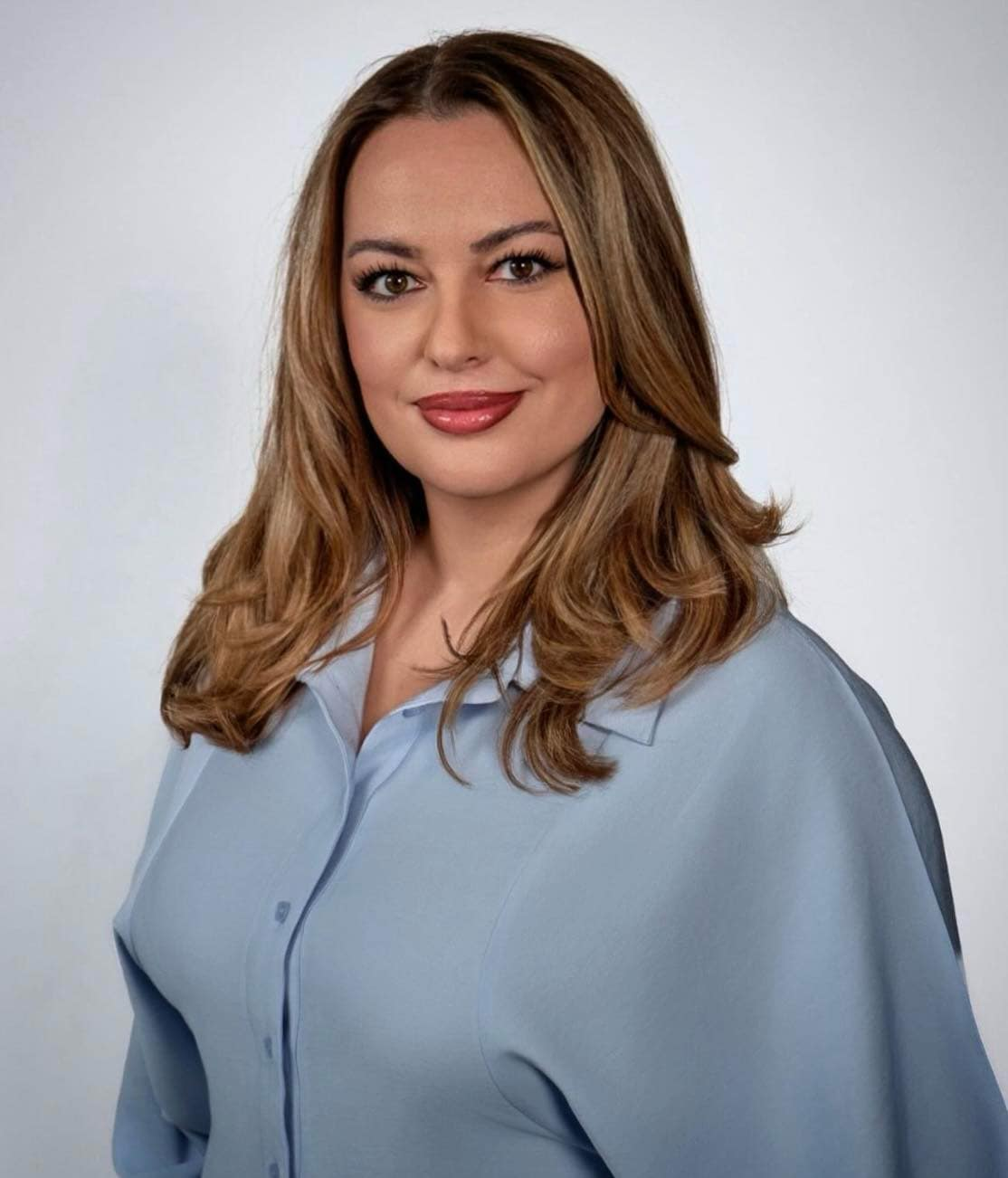
Kristela Bytyçi

Kristela Bytyçi (Skivjan (Joegoslavië), 1 maart 1988) is een Belgisch politica voor de liberale Mouvement Réformateur (MR).

## Biografie
Kristela Bytyçi is van Albanese afkomst en groeide op in de Albanese stad Tropojë, niet ver van de grens met Kosovo, dat zich in 2008 afscheurde van Servië. Op haar achtste verhuisde ze met haar familie naar de Belgische hoofdstad Brussel, op zoek naar een beter leven.
Ze behaalde een bachelor in de politieke wetenschappen en in 2014 een master in internationale betrekkingen aan de ULB. Haar masterthesis was gewijd aan de uitbreiding van de Europese Unie in de Balkan en de effecten daarvan op juridische hervormingen en de organisatie van verkiezingen in Albanië.
Van 2012 tot 2013 liep ze stage op de persdienst van het Europees Parlement. Nadien was ze van 2015 tot 2017 projectmedewerker voor de Franstalige liberale partij MR. In die hoedanigheid was ze betrokken bij een conferentie over de redding van Belgische Joden tijdens de Tweede Wereldoorlog in de Senaat en bij een conferentie over de bestraffing van de misdaden tijdens het communistische bestuur van Albanië in het Europees Parlement, waarbij ze samenwerkte met Europees Parlementslid Louis Michel. Vervolgens was ze van 2017 tot 2024 communicatiecorrespondent bij het Directoraat-Generaal voor Onderzoek en Innovatie binnen de Europese Commissie.
Bij de Brusselse gewestverkiezingen van juni 2024 werd Bytyçi voor de MR verkozen in het Brussels Hoofdstedelijk Parlement. In dit parlement werd ze ondervoorzitter van de commissie Gelijke Kansen en Vrouwenrechten.
Op lokaal politiek niveau was Bytyci in oktober 2018 kandidaat bij de gemeenteraadsverkiezingen in haar toenmalige woonplaats Ganshoren, maar ze raakte niet verkozen. In oktober 2024 kwam ze op in de stad Brussel, opnieuw zonder verkozen te geraken.
Als activiste voor de autonomie van Kosovo was ze tevens betrokken bij de activiteiten van de liberaal-conservatieve Democratische Liga van Kosovo (LDK), die met het statuut van waarnemer verbonden is met de Europese Volkspartij.